# Asabe Vilita Bashir
Asabe Vilita Bashir (sinh năm 1965) là một chính trị gia người Nigeria. Bà được bầu vào Hạ viện Nigeria với tư cách là ứng cử viên của đảng cầm quyền APC trong khu vực bầu cử liên bang của bang Gwoza, Chibok và Damboa Borno. Bà đặc biệt ủng hộ phụ nữ và trẻ em là nạn nhân đặc biệt của cuộc nổi dậy Boko Haram.

## Giáo dục
Bashir đã nhận được chứng chỉ GCE của mình từ Đại học Chính phủ Liên bang tại Maiduguri vào năm 1984. Sau đó, bà đăng ký vào Đại học Maiduguri để nghiên cứu giáo dục. Bà đã được trao bằng Cử nhân Giáo dục năm 1988, MEd về Quản trị và Kế hoạch năm 1992 và bằng tiến sĩ. trong triết học năm 2002.

## Sự nghiệp
Bà là thành viên của Hạ viện liên bang Nigeria, đại diện cho các khu vực bầu cử liên bang Gwoza, Chibok và Damboa ở bang Borno. Bà ủng hộ dự án sẽ cải thiện cuộc sống của các nạn nhân cuộc nổi dậy Boko Haram, đặc biệt là phụ nữ và trẻ em.